# Saint-Martin-sur-le-Pré
Saint-Martin-sur-le-Pré – miejscowość i gmina we Francji, w regionie Grand Est, w departamencie Marna.
Według danych na rok 1990 gminę zamieszkiwało 898 osób, a gęstość zaludnienia wynosiła 76 osób/km².